# Herman Zdzisław Scheuring
Herman Zdzisław Scheuring (ur. 1 listopada 1894 we Lwowie, zm. 16 kwietnia 1963 w Londynie) – polski lekarz z tytułem doktora, oficer Wojska Polskiego, działacz narodowy.

## Życiorys
Urodził się 1 listopada 1894 we Lwowie. Był synem Hermana, c. k. radcy leśnictwa i krajowego inspektora lasów, w okresie II Rzeczypospolitej kierownika inspekcji leśnej we Lwowie. W 1913 zdał egzamin dojrzałości w C. K. Gimnazjum VIII we Lwowie. Następnie podjął studia na Wydziale Lekarskim Uniwersytetu Lwowskiego.
Był członkiem Drużyn Sokolich. Po wybuchu I wojny światowej w 1914 został żołnierzem Legionu Wschodniego, a po jego rozwiązaniu został powołany do służby w c. i k. armii, przydzielony do c. k. 30 pułku piechoty, pozostając w jej szeregach do końca wojny, także w służbie frontowej. W maju 1918 został przeniesiony do Lwowa jako kwatermistrz c. k. 15 pułku piechoty (przeniesionego tam z czeskiej Ostrawy), gdzie podjął przerywane dotąd studia medyczne. U kresu wojny w listopadzie 1918 uczestniczył w obronie Lwowa w 1918 w trakcie wojny polsko-ukraińskiej. W tym czasie w stopniu plutonowego medyka był komendantem bramy Sykstuska 42 w II Odcinku, gdzie walczył o „Pocztę” wspólnie z bratem Wiesławem (w walkach brał udział także ich brat Witold, dotychczasowy żołnierz armii austriackiej). Następnie brał udział w dalszych walkach z Ukraińcami, a w późniejszym czasie w wojnie polsko-bolszewickiej z 1920. Po nastaniu pokoju kontynuował studia medyczne, które ukończył z tytułem doktora w 1924. Był asystentem w Klinice Chorób Wewnętrznych we Lwowie, kierowanej przez prof. Romana Renckiego.
W 1934 jako podporucznik rezerwy korpusu oficerów sanitarnych w grupie lekarzy był przydzielony do kadry zapasowej 6 Szpitala Okręgowego we Lwowie i pozostawał wówczas w ewidencji Powiatowej Komendy Uzupełnień Lwów Miasto. Był zatrudniony na stanowisku kierownika sanatorium przeciwgruźliczego w Hołosku, później był lekarzem naczelnym sanatorium w Worochcie. Od 1937 do 1939 pracował jako starszy asystent w Zakładzie Higieny Wydziału Lekarskiego Uniwersytetu Jana Kazimierza we Lwowie. Był autorem prac naukowych z medycyny. Należał do Towarzystwa Lekarskiego we Lwowie. W 1938 był jednym z założycieli Oddziału Lwowskiego Związku Lekarzy Państwa Polskiego, którego został pierwszym prezesem. Należał do Stronnictwa Narodowego. 
Po wybuchu II wojny światowej w czasie kampanii wrześniowej służył jako lekarz w 205 Szpitalu Polowym. Pod koniec listopada 1939 opuścił Polskę, po czym trafił na Bliski Wschód i tam został oficerem Samodzielnej Brygady Strzelców Karpackich. Od końca 1940 był zatrudniony na Uniwersytecie w Kairze przez osiem miesięcy. Później służył w 3 Dywizji Strzelców Karpackich, pełniąc funkcję komendanta Czołówki Transfuzyjnej. Został awansowany na stopień kapitana, uczestniczył w działaniach podczas kampanii włoskiej w 1944, w tym w bitwie o Bolonię.
Od 1945 zasiadał w Naukowej Radzie Lekarskiej 2 Korpusu Polskiego. W 1946 przybył do Wielkiej Brytanii, gdzie był zatrudniony w szpitalach. Po przejściu na emeryturę osiadł w Londynie. Był członkiem Zarządu Koła Narodowego w Londynie. Publikował prace o charakterze zarówno medycznym jak i historycznym.
Zmarł nagle 16 kwietnia 1963 w Londynie. Został pochowany na tamtejszym Cmentarzu North Sheen. Miał żonę Zofię. Jego brat Witold (1897–1980) został prawnikiem, a Wiesław (1901–1920), poniósł śmierć w wojnie polsko-bolszewickiej.

## Publikacje
- Walki o Szkołę Kadecką i w Ulicy Sykstuskiej w: Obrona Lwowa. 1-22 listopada 1918. Tom 2. Źródła do dziejów walk o Lwów i województwa południowo-wschodnie 1918-1920. Relacje uczestników (1993)[15]
- Patologia zatrucia fosgenem ze szczególnym uwzględnieniem zmian oddychania i zmian we krwi (1944, Jerozolima)
- Wstrząs jako zjawisko biologiczne (1946, Bari)
- Czy królobójstwo? Krytyczne studium o śmierci króla Stefana Wielkiego Batorego (1964, Londyn, wyd. nakładem Wydawnictwa Towarzystwa imienia Romana Dmowskiego)[16][17]

## Odznaczenia
- Krzyż Walecznych – dwukrotnie (po raz pierwszy za obronę Lwowa 1919, po raz drugi za bitwę o Bolonię 1944)[1][2]
- Medal Niepodległości (9 listopada 1933, za pracę w dziele odzyskania niepodległości)[18]
- Krzyż Obrony Lwowa[1]
- Odznaka Honorowa „Orlęta”[1]